# Округ Логан (Канзас)
Округ Логан (енгл. Logan County) је округ у америчкој савезној држави Канзас. По попису из 2010. године број становника је 2.756. Седиште округа је град Оукли.

## Демографија
Према попису становништва из 2010. у округу је живело 2.756 становника, што је 290 (9,5%) становника мање него 2000. године.
| Група             | 2000.         | 2010.         |
| Белци             | 2.931 (96,2%) | 2.609 (94,7%) |
| Афроамериканци    | 18 (0,6%)     | 21 (0,8%)     |
| Азијати           | 6 (0,2%)      | 10 (0,4%)     |
| Хиспаноамериканци | 50 (1,6%)     | 80 (2,9%)     |
| Укупно            | 3.046         | 2.756         |